# Сеслерія
Сесле́рія (Sesleria) — рід трав'янистих рослин родини тонконогові (Poaceae). Рід названо на честь італійського лікаря й ботаніка Ліонардо Сеслера (італ. Lionardo Sesler) († 1785).

## Опис
Це багаторічні трави. Вони утворюють численні неквітучі пагони. Стебла стійкі і нерозгалужені. Лігули довжиною до 1 мм. Листкові пластинки жорсткі. Суцвіття — щільний колос шиферно-сірого, синюватого або білуватого кольору. Колосочки стиснуті з боків і вміщують від 2 до 5 квіточок. Усі квітки двостатеві й опадають до зрілості індивідуально від колоскових лусок.

## Поширення
Рід налічує приблизно 27 видів. Більшість видів обмежується Європою (26), один також трапляється в Марокко, а п'ять — в Азії (поблизу Європи). Є концентрація видів на Балканському півострові.
В Україні зростають:
- Sesleria bielzii Schur (syn. Sesleria coerulans Friv.) — сеслерія карпатська
- Sesleria caerulea (L.) Ard. (syn. Sesleria uliginosa Opiz) — сеслерія болотяна
- Sesleria heuflerana Schur — сеслерія Гойфлера або сеслерія Хефлера